# Parkoviště P+R v Praze

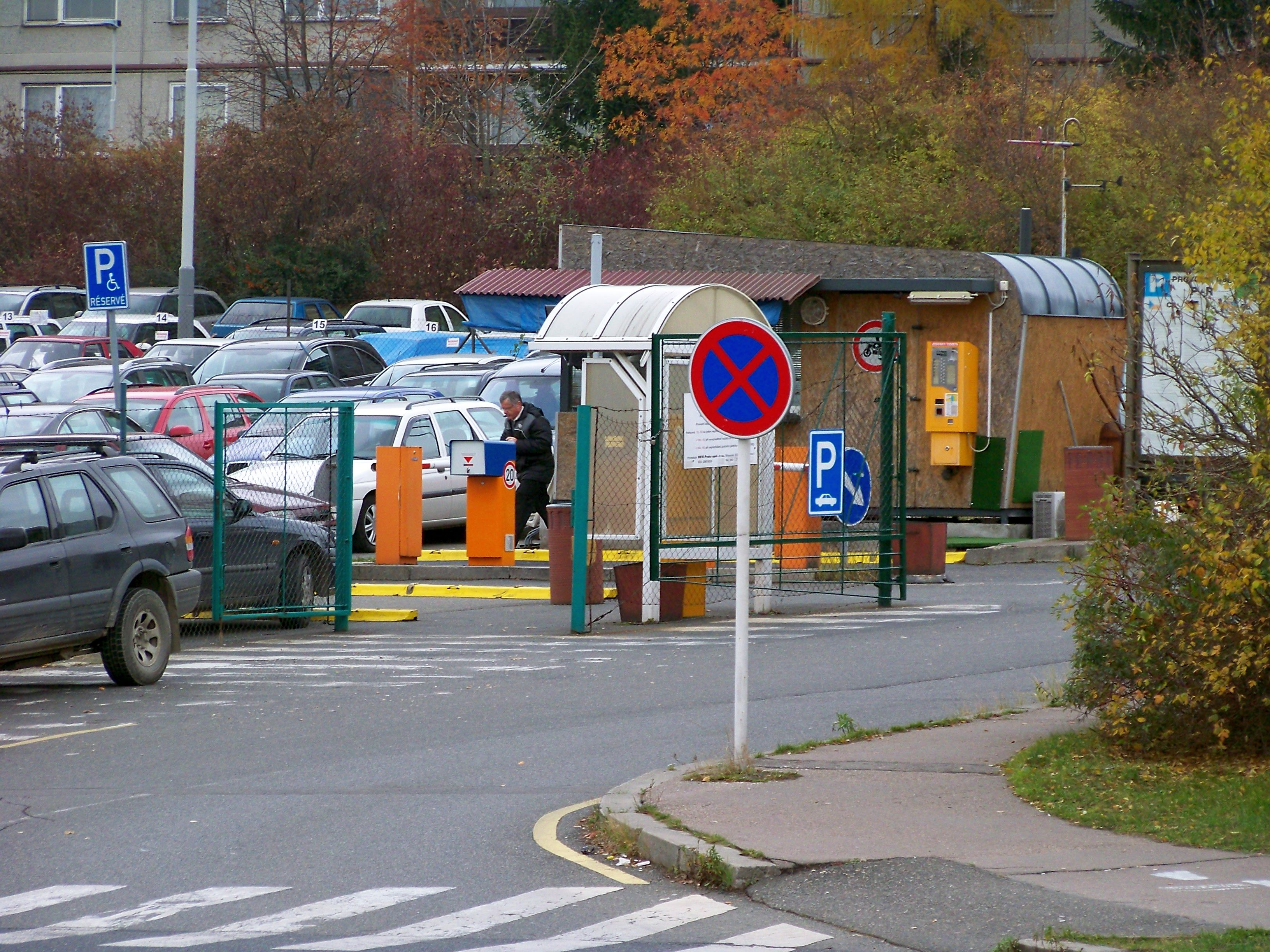
Parkoviště P+R v Praze poblíž stanice metra Opatov

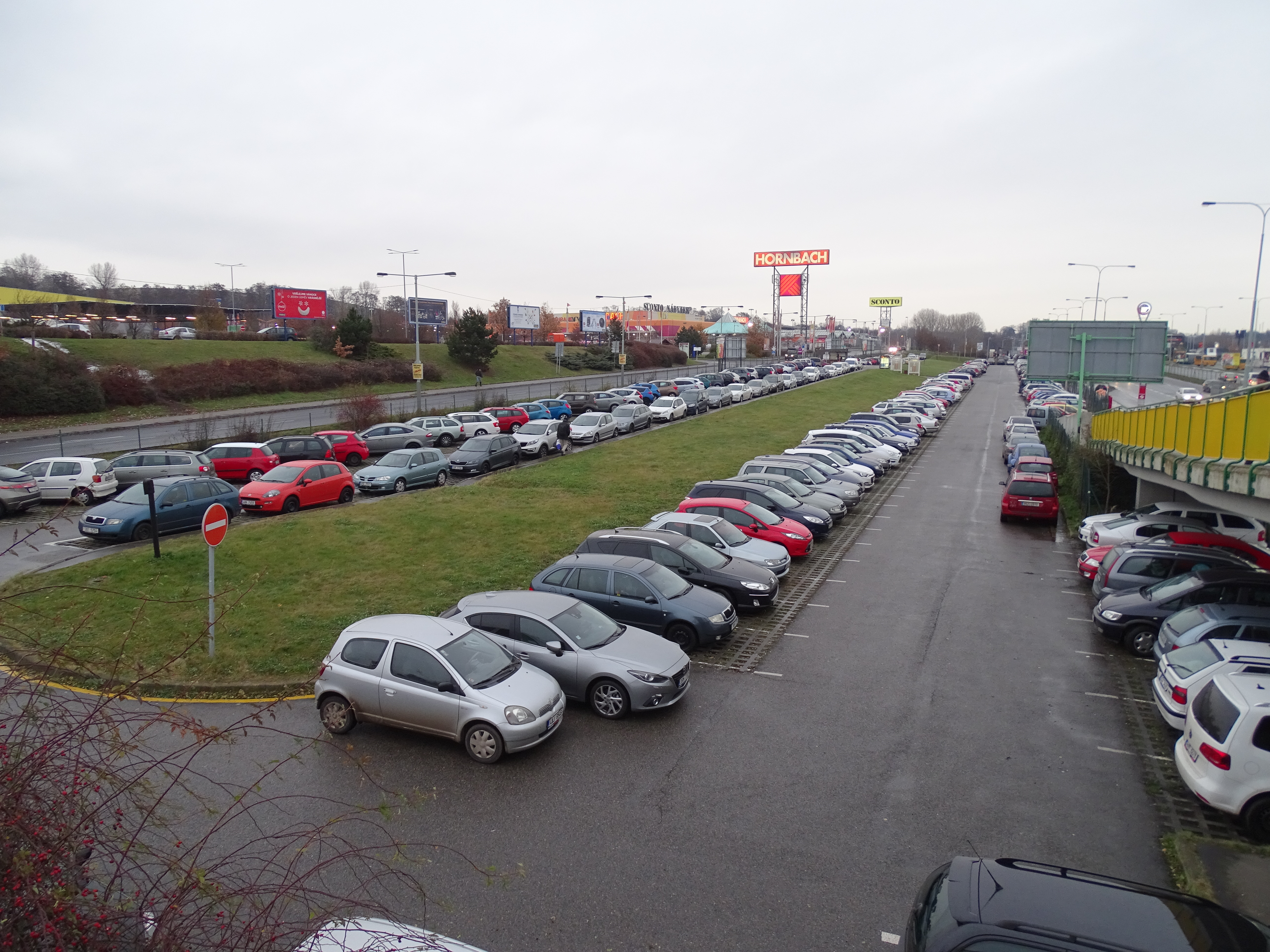
Parkoviště Černý Most I

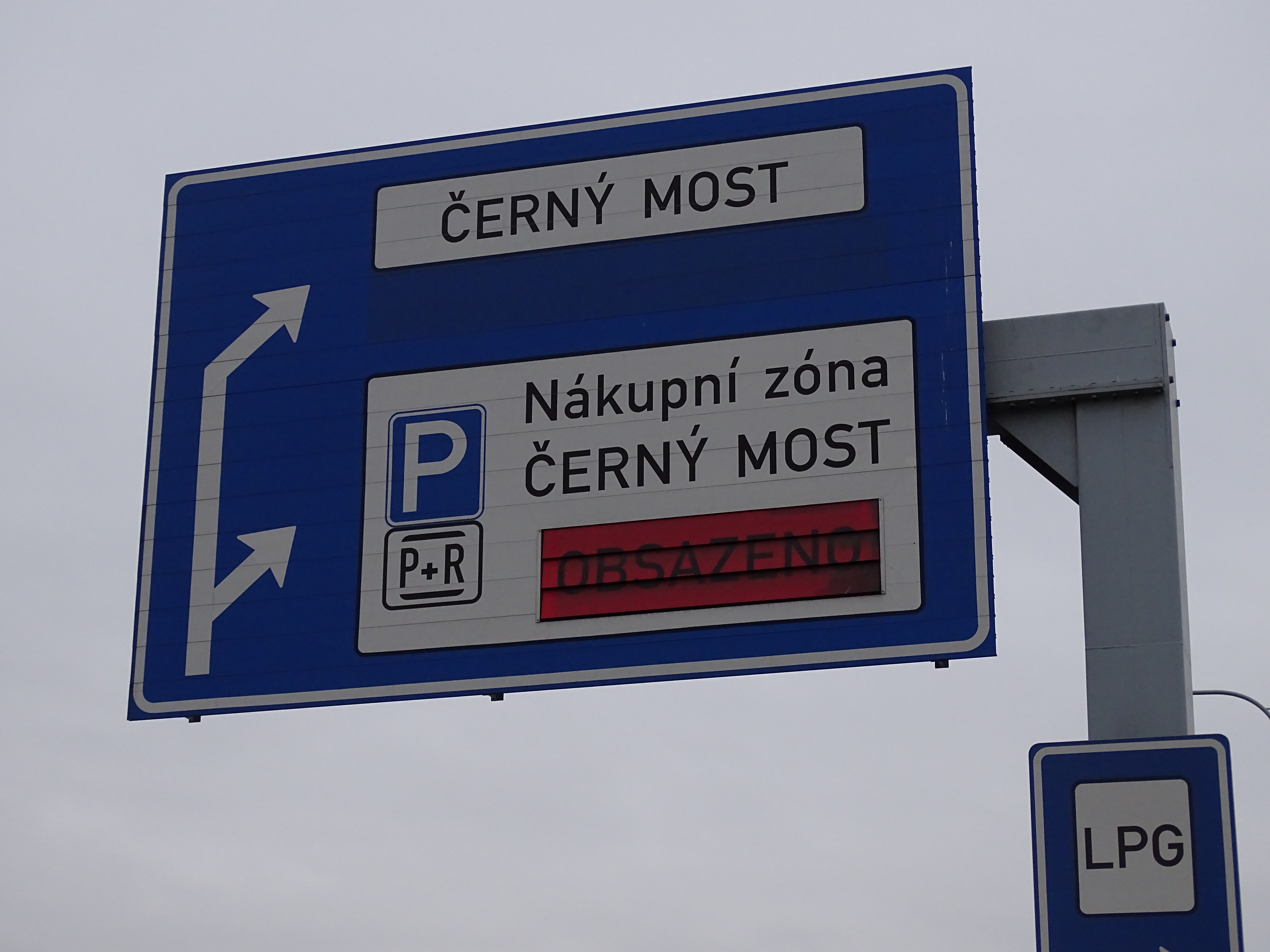
Ukazatel obsazenosti parkoviště Černý Most

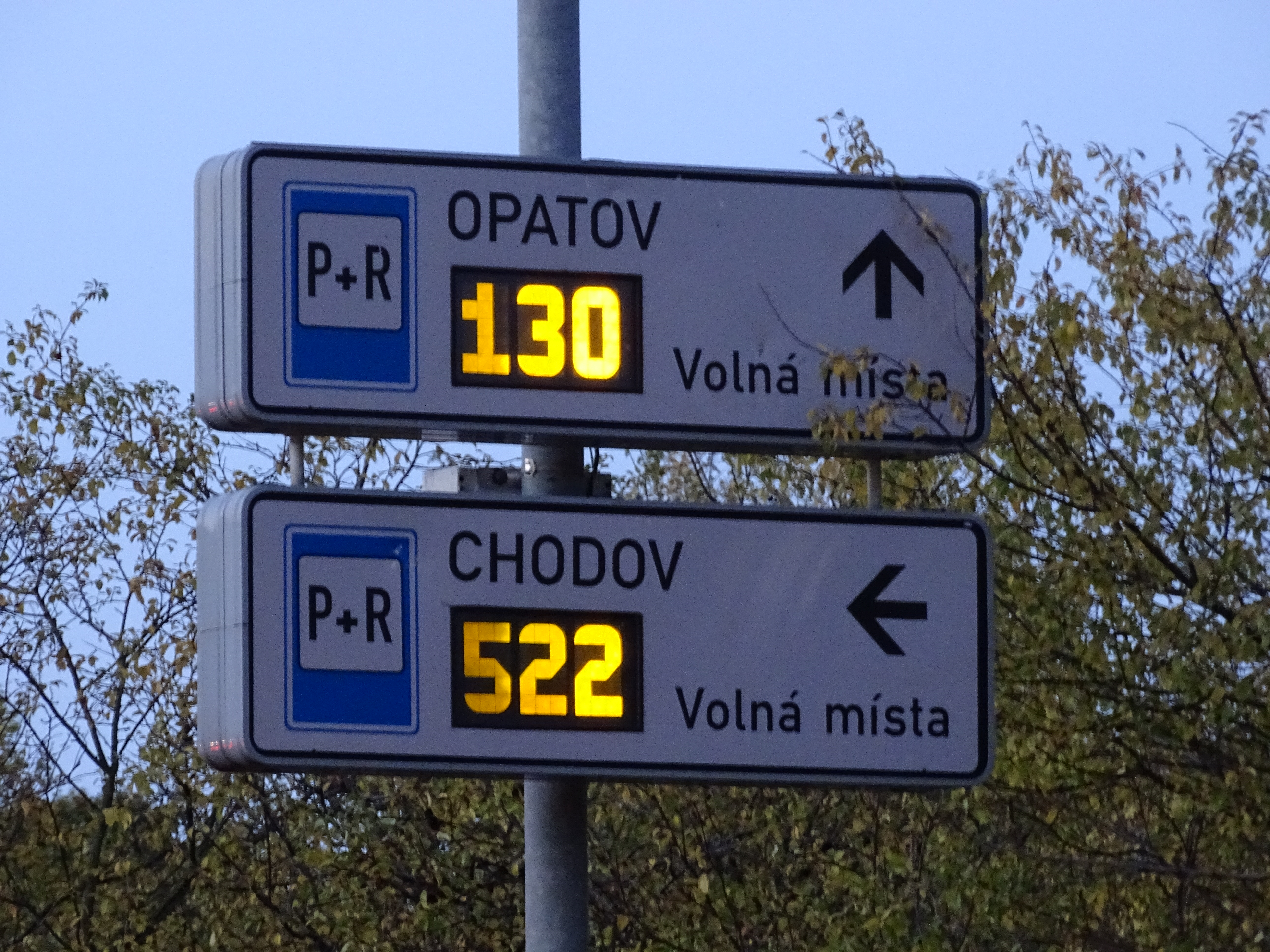
Ukazatel počtu volných míst na parkovištích Chodov a Opatov

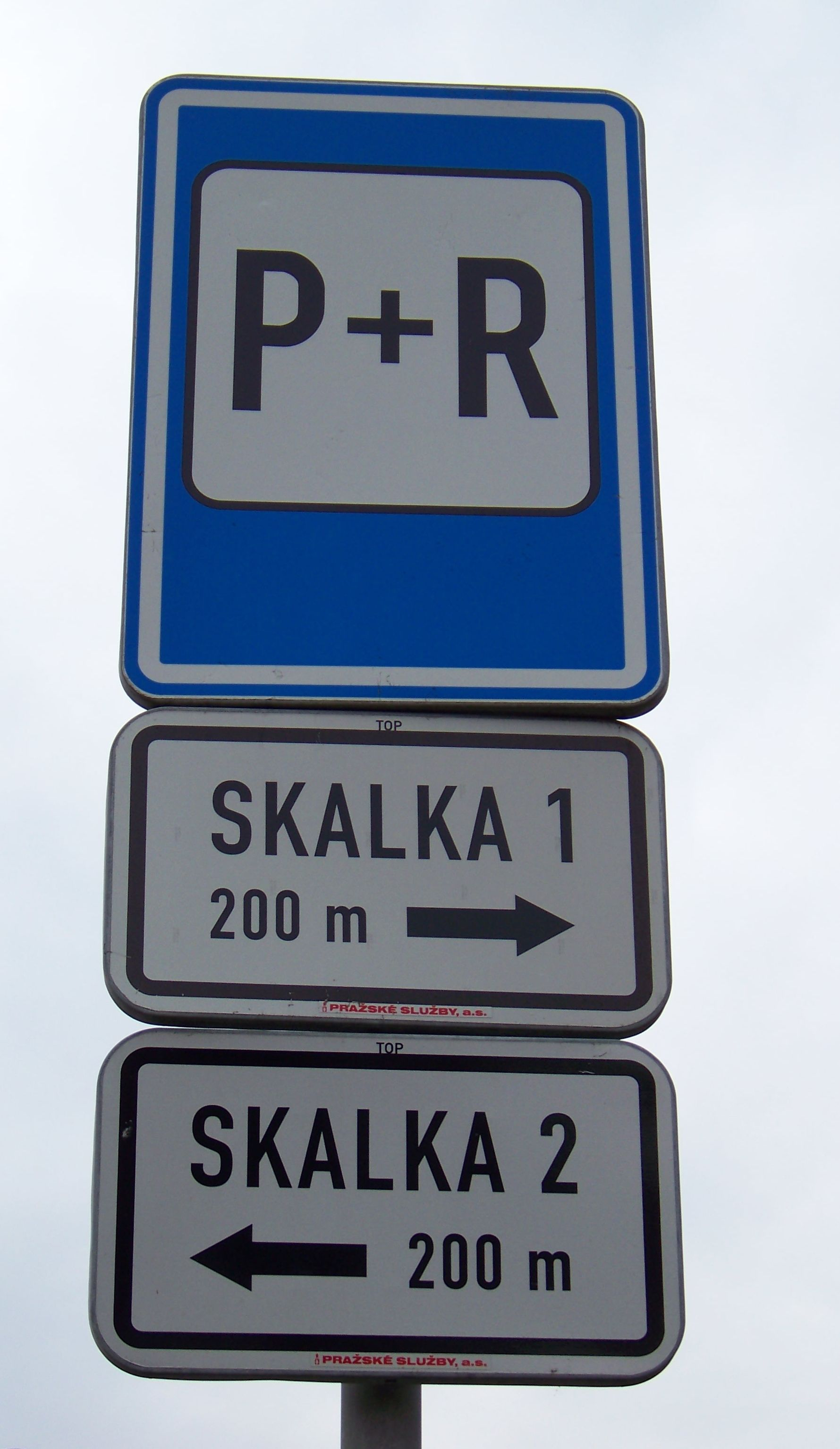
Směrovky k parkovištím Skalka 1 a 2

Systém kombinované přepravy P+R (park and ride, Park & Ride, česky „zaparkuj a jeď“) v Praze je realizován zřízením záchytných parkovišť v blízkosti stanic metra, železničních nádraží, případně jiných přestupních míst veřejné dopravy. Parkoviště provozuje Technická správa komunikací hl. m. Prahy prostřednictvím subdodavatelů, soukromých správců. TSK je gestorem systému a připravuje pro parkoviště dopravně-inženýrské podklady.

## Historie
Parkoviště P+R v rámci Pražské integrované dopravy jsou v Praze podle časopisu Časopid zřizována od 1. května 1998, podle územně analytických podkladů hlavního města Prahy však již od roku 1997.
V roce 1997 bylo na prvních 5 parkovištích P+R (Opatov, Skalka I, Radlická, Nové Butovice, Zličín I) celkem 525 parkovacích míst. V roce 2000 bylo v Praze 11 záchytných parkovišť P+R o kapacitě 1202 stání. V roce 2006 byla zprovozněna parkoviště Chodov, Skalka 2 a Depo Hostivař. V roce 2006 bylo k dispozici 16 parkovišť o kapacitě 2344 stání. V roce 2008 pak přibylo parkoviště Letňany. K roku 2016 uvádí IPR 16 parkovišť ve 13 lokalitách o kapacitě 3009 stání, z toho 2765 pro základní funkci, 130 pro vozidla přepravující osobu těžce pohybově postiženou a 114 vyhrazených pro jiné účely nebo pro rezidenty (na parkovištích Rajská  zahrada, Opatov a Skalka  I).
V Praze jsou dva typy záchytných parkovišť P+R: 
- hlídaná, která jsou zpoplatněná a mají časově omezenou provozní dobu
- nehlídaná, která jsou bezplatná, ale doba stání je omezena dle stránek PID na maximálně 24 hodin, dle stránek TSK na maximálně 12 hodin.

Na některých z parkovišť P+R je část kapacity vyhrazena abonentům či rezidentům. 
K roku 2011 bylo v Praze cca 17 parkovišť P+R v blízkosti 12 stanic metra a 3 železničních stanic, jejich celková kapacita v červnu 2011 činila 3005 parkovacích míst. 
K roku 2017 bylo v Praze 13 placených a 6 neplacených parkovišť P+R. Celková kapacita byla 3433 stání, z toho 3201 využitelných pro všechny uživatele, 147 vyhrazených pro těžce tělesně postižené osoby a 85 využitých pro rezidenty s dlouhodobou smlouvou.
V roce 2014 bylo evidováno 870 844 vjezdů, v roce 2017 již 964613 vjezdů, což představuje nárůst o 10 % za tři roky, z toho o 2,5 % oproti roku 2016. Podle stavu z roku 2018 celkem 14 záchytných parkovišť vykazovalo v pracovních dnech pravidelné plné vytížení už od ranních hodin a i nově zřízená vícepodlažní záchytná parkoviště P+R Chodov (provoz od roku 2006) a P+R Letňany (2008), obě o kapacitách okolo 640 parkovacích míst, pravidelně vykazují většinové nebo úplné obsazení svých parkovacích kapacit.  Naopak tři bezplatná parkoviště mimo stanice metra (Švehlova, Písnice a Kotlářka), zřízená v říjnu 2017, jsou naprosto nevyužitá, parkuje na nich převážně jen vozidlo správce.
Dosavadní odtahová parkoviště Kotlářka, Švehlova a Písnice předala v říjnu 2017 Technické správě komunikací hl. m. Prahy a.s. Správa služeb hlavního města Prahy na základě výpůjční smlouvy ke zřízení nehlídaných parkovišť P+R. V souvislosti s rozšiřováním zón placeného stání v hl. m. Praze se snížil celkový počet odtahů, čímž se uvolnily kapacity odtahových parkovišť a SSHMP jich část nabídla městu k využití.  Tato tři parkoviště P+R patří ovšem mezi neúspěšná a nevyužitá.
Na parkovišti P+R Opatov začal provozovatel 1. prosince 2017 ze den na den vybírat denní parkovné 850 korun místo dosavadních 20 Kč. Technická správa komunikací hl. m. Prahy naznačila, že má nevyřešené vztahy se spoluvlastníkem pozemku. Mluvčí pražského magistrátu Vít Hofman řekl Radiožurnálu, že stokorunové částky za stání na odstavných parkovištích nikdo chtít nemůže. Vlastníkem významné části parkoviště je Otakar Ženíšek, jehož restituční problémy rozebírala média už například v roce 2012. Jeho rodina původně hospodařila v Chodově na více než 50 hektarech pozemků. Za komunismu byla rodina donucena pozemky odprodat za čtyřicet haléřů na metr. Za zastavěné pozemky mu Pozemkový fond měl vydat náhradní, avšak do roku 2012 mu nevydal ani metr. V nabídce ani nebývají velké celistvé pozemky v Praze alespoň trochu odpovídající těm, o které přišel.
Od srpna 2021 bylo upraveno parkovné a parkoviště byla podle dostupnosti MHD a polohy vůči centru rozdělena do tří zón: zóna 0 jsou parkoviště s bezplatným stáním do délky 12 hodin, zóna 1 parkoviště s denním parkovným 50 Kč a zóna 2 parkoviště s denním parkovným 100 Kč.

## Tarif
Jsou zařazena do systému Pražské integrované dopravy. Samostatné parkovné je relativně levné. 
Do června 2011 činilo 10 Kč za den a platbu parkovného bylo možné výhodně sloučit s platbou jízdného na městskou hromadnou dopravu (zpáteční jízdenka na 2x75 minut v ceně výrazně nižší než dvě jednorázové jízdenky na 75 minut, za dvojnásobek ceny této zpáteční jízdenky byla nabízena jednodenní jízdenka platná do konce provozního dne) a město poskytovalo na tuto jízdenku i další slevy například na vstupném. 
Od 1. července 2011 však bylo denní parkovné zvýšeno na 20 Kč a byly zrušeny zvýhodněné jízdenky na MHD spojené s parkovným. Město to zdůvodnilo tím, že parkoviště P+R jsou od rána přeplněna, a tedy není důvod je zvýhodňovat.
Placená parkoviště P+R podle tarifu a provozního řádu mohl využívat pouze ten, kdo dále použije městskou hromadnou dopravu, a provozovatelé parkovišť měli smluvně stanovenou povinnost při odjezdu kontrolovat, zda řidič má o použití MHD doklad; jinak by musel řidič zaplatit poplatek za neoprávněné parkování. V praxi se ovšem splnění této podmínky téměř nikdy nekontrolovalo. 
10 hlídaných parkoviště P+R v Praze umožňuje i bezplatné parkování jízdních kol, které ovšem nebylo spojeno s výhodným jízdným na MHD.
Od srpna 2021 bylo upraveno parkovné a parkoviště byla podle dostupnosti MHD a polohy vůči centru rozdělena do tří zón: zóna 0 jsou parkoviště s bezplatným stáním do délky 12 hodin (7 parkovišť), zóna 1 parkoviště s denním parkovným 50 Kč (9 parkovišť) a zóna 2 parkoviště s denním parkovným 100 Kč (4 parkoviště).

## Seznam

### U metra A
Původně hlídaná a placená, Skalka 2 od 1. dubna 2014 nehlídané a bezplatné. 
- Skalka 1, Strašnice, u stanice metra Skalka (linka A) (kapacita 63 vozů[2]), zřízeno 1997.[3] Provozovatel: BESICO Real s.r.o., [10] KD Real, s.r.o.[11]
- Skalka 2, Strašnice, u obchodního domu Tesco Skalka, v docházkové vzdálenosti od stanice metra Skalka (linka A) (kapacita 74 vozů[2]) Zprovozněno 2006, nehlídané a bezplatné od 1. dubna 2014.[3]
- (Depo) Hostivař, Strašnice, u stanice metra Depo Hostivař (linka A) (kapacita 169 vozů[2]) Zprovozněno 2006.[3] Provozovatel: APRECO s.r.o. na základě smluvního vztahu s Dopravním podnikem hl. m. Prahy a.s.[12]

### U metra B
Hlídaná a placená, pouze Nové Butovice bylo na stránkách TSK nějakou dobu uváděno mezi bezplatnými). 
- Rajská zahrada, Černý Most, u stanice metra Rajská zahrada (linka B) (kapacita 88 vozů[2]), zřízeno 1999.[3] Provozovatel: JUXTA s.r.o.[13]
- Černý Most 1, Černý Most, u stanice metra Černý Most (linka B) (kapacita 294 vozů[2]), zřízeno 1999.[3] Provozovatel: BEVI Praha spol. s r.o.[14] Zrušeno 1. 6. 2020 z důvodu výstavby parkovacího domu – objektového parkoviště P+R Černý Most III o kapacitě 880 parkovacích míst.[15]
- Černý Most 2, Černý Most, u stanice metra Černý Most (linka B) (kapacita 131 vozů[2]), zřízeno 2003.[3] Provozovatel: BESICO Real s.r.o.,[10] KD Real, s.r.o.[11]
- Palmovka, Libeň, u stanice metra Palmovka (linka B): zřízeno 2000, v létě 2006 byl  ukončen  provoz na záchytném parkovišti u východního vestibulu stanice metra B Palmovka, které bylo nahrazeno novým parkovištěm P+R u křižovatky Zenklova – Sokolovská s vazbou na západní vestibul stanice.[3] V říjnu 2012 pak bylo z důvodu výstavby obchodně-administrativního centra zrušeno i toto o kapacitě 176 stání.[3]
- Radlická, Radlice, u stanice metra Radlická (linka B), zřízeno 1997, v provozu do roku 2004[3]
- Nové Butovice, Stodůlky, u stanice metra Nové Butovice (linka B) (uvedeno na stránkách ROPID, na stránkách TSK uvedeno mezi neplacenými), zřízeno 1997[3] Provozovatel: Agentura ROKAMBO spol.s r.o.[16] (kapacita 57 vozů[2])
- Zličín 1, Třebonice, u stanice metra Zličín (linka B) (kapacita 83 vozů[2]), zřízeno 1997.[3] Provozovatel: BESICO Real s.r.o.[10], KD Real, s.r.o.[11]
- Zličín 2, Třebonice, u stanice metra Zličín (linka B) (kapacita 61 vozů[2]), zřízeno 1999.[3] Provozovatel: BESICO Real s.r.o.,[10] KD Real, s.r.o.[11]

### U metra C
Hlídaná a placená. 
- Holešovice, Holešovice, u stanice metra Nádraží Holešovice (linka C) a železniční stanice Praha-Holešovice (linky R20 a S41) (kapacita 74 vozů[2]), zřízeno 1999.[3] Provozovatel: BESICO Real s.r.o.,[10] KD Real, s.r.o.[11]
- Ládví, Kobylisy, u stanice metra Ládví (linka C) (kapacita 78 vozů[2]), zřízeno 2004.[3] Provozovatel: APRECO s.r.o. na základě smluvního vztahu s Dopravním podnikem hl. m. Prahy a.s.[12]
- Letňany, Letňany, u stanice metra Letňany (linka C) (kapacita 633 vozů[2]), vícepodlažní, otevřeno v roce 2008.[1] Provozovatel: APRECO s.r.o. na základě smluvního vztahu s Dopravním podnikem hl. m. Prahy a.s.[12]
- Kongresové centrum Praha, Nusle, u stanice metra Vyšehrad (linka C), v Kongresovém centru Praha, v prvním podzemním podlaží – vjezd a výjezd na kruhovém objezdu na Pankráckém náměstí (na stránkách ROPID neuvedeno, nově uvedeno na stránkách TSK, s kapacitou 260 míst a nestandardním parkovným 90 Kč za den[17]) V říjnu 2018 zřejmě ještě není v provozu.
- Chodov, Chodov, u stanice metra Chodov (linka C) (pro P+R vyhrazena dvě ze čtyř podzemních podlaží parkingu v obchodním centru Westfield Chodov) (kapacita 653 vozů[2]), otevřeno v roce 2006.[1] Provozovatel PARKING PRAHA a.s.,[18] Indigo Infra CZ a.s.[19]
- Opatov, Chodov, u stanice metra Opatov (linka C) (uvedeno na stránkách ROPID, na stránkách TSK neuvedeno) (kapacita 208 vozů[2]), zřízeno 1997.[3] Provozovatel: BEVI Praha spol. s r.o.[14] Od 1. prosince 2017 začal provozovatel bez dohody s MHMP i TSK vybírat předražené komerční parkovné a fakticky tak parkoviště P+R zrušil. Technická správa komunikací hl. m. Prahy naznačila, že má nevyřešené vztahy se spoluvlastníkem pozemku..[6] Podle webu hnutí ANO parkoviště stojí na cizím pozemku, město za ně platí nemalé nájemné a ani nikdy nebylo zkolaudované.[20] Na přelomu srpna a září 2019 uzavřela TSK hl. m. Prahy dohodu se soukromým majitelem pozemků, od 1. října 2019 byl provoz parkoviště v režimu P+R obnoven s kapacitou 212 parkovacích míst a 4 míst pro ZTP.[21]

### Mimo stanice metra

#### Hlídaná a placená
- Radotín, Radotín, u železniční stanice Praha-Radotín (linka S7) (kapacita 36 vozů[2]), zřízeno 2000.[3] Provozovatel: BESICO Real s.r.o.,[10] KD Real, s.r.o.[11]
- Modřany, v letech 2002–2004[3]

#### Nehlídaná bezplatná
- Běchovice, Běchovice, v docházkové vzdálenosti od nádraží Praha-Běchovice a zastávek autobusů MHD Nádraží Běchovice (kapacita 92 vozů[2]) Zřízeno 2002, nehlídané a bezplatné od 1. dubna 2014.[3]
- Praha-Běchovice střed, kolaudační řízení běží od 17. prosince 2019, kapacita 60 automobilů + 4 pro ZTP.[22] Práce trvaly necelé čtyři měsíce a zahrnovaly i úpravy nárožní křižovatky s ulicí Mladých Běchovic.[23]
- Švehlova, Záběhlice, bývalé odstavné parkoviště, pod lanovým mostem Jižní spojky u tramvajové a autobusové zastávky Zahradní Město (kapacita 128 vozů[2] či 175 vozů[4]), otevřeno v polovině října 2017[2] Kvůli nevhodné poloze a špatnému značení je však zcela prázdné a nevyužívané.[24][4] Na jeho místě se počítá s výstavbou tramvajové smyčky Zahradní Město.
- Písnice, Písnice, v klínu ulic Libušská a V lužích, napůl cesty mezi autobusovými zastávkami U Libušské sokolovny a Sídliště Písnice (kapacita 95 vozů[2] či 115 vozů[4]), otevřeno v polovině října 2017[2] Kvůli nevhodné poloze a špatnému značení je prakticky nevyužívané.[4] Později bylo bez publicity zrušeno a změněno zpět na odtahové parkoviště.
- Nádraží Braník, otevřeno před 17. prosincem 2019, kapacita 110 automobilů (a 5 dalších pro ZTP), příprava dokumentace trvala od roku 2017.[25]
- Kotlářka, Košíře, napůl cesty mezi tramvajovými zastávkami Kotlářka a Poštovka, pod hrází rybníka u benzinové pumpy OMV (kapacita 184 vozů[2] či 240 vozů[4]), otevřeno v polovině října 2017[2] Plocha byla v době zřízení parkoviště neupravená, z nekvalitního asfaltového povrchu prorůstala zeleň a chybělo vodorovné značení.[4] Kvůli nevhodné poloze je téměř nevyužívané.[4]
- Troja, u zastávky zoobusu Parking Blanka – Troja (uvedeno na webu TSK, ale neuvedeno na webu ROPIDU a v článku v časopisu Časopid) (kapacita 269 vozů) Od 1. července 2017 nové parkoviště užívala zoologická zahrada, od října jen o víkendech, do budoucna se parkoviště mělo změnit na P+R.[26]

### Rozdělení podle zón
Od srpna 2021 bylo upraveno parkovné a parkoviště byla podle dostupnosti MHD a polohy vůči centru rozdělena do tří zón.
Zóna 0 – bezplatné stání do délky 12 hodin  
- Běchovice
- Běchovice střed
- Braník
- Kotlářka
- Nové Butovice
- Skalka 2
- Troja

Zóna 1 – denní parkovné 50 Kč  
- Černý Most 2
- Depo Hostivař
- Chodov
- Letňany
- Opatov
- Radotín
- Rajská zahrada
- Zličín 1
- Zličín 2

Zóna 2 – denní parkovné 100 Kč  
- Holešovice
- Kongresové centrum Praha (KCP)
- Ládví
- Skalka 1

## Provozovatelé
Ve vztahu k veřejnosti je provozovatelem většiny parkovišť P+R Technická správa komunikací hl. m. Prahy. Většina z nich však je však svěřena na dobu neurčitou soukromým správcům tzv. „smlouvou o poskytování služeb a vzájemné spolupráci“, která dle obsahu a označení smluvních stran je nájemní smlouvou (smluvní strany jsou označeny jako „pronajímatel“ a „provozovatel“). 
Například P+R Rajská zahrada byla již v 90. letech (datum uzavření smlouvy je na zveřejněné verzi smlouvy začerněno) na dobu neurčitou firmě JUXTA s.r.o. „přenecháno za účelem jeho provozování“. Smluvní firma je povinna na parkovišti zajišťovat pořádek, odvoz odpadků a zimní i letní údržbu a přebírá odpovědnost za škodu způsobenou třetím osobám a není oprávněna dávat parkoviště do podnájmu dalším osobám ani bez souhlasu TSK provádět změny na parkovišti. Případné změny na parkovišti provádí na vlastní náklady. Potřeby oprav, které má provést TSK, je povinen oznámit TSK. Je povinna vést evidenci o tržbách a dalších poplatcích a umožnit TSK přístup do této evidence. Objednateli jako nákladové položky fakturuje mzdové náklady, režijní náklady včetně zisku a náklady na pojištění, se stanovenou maximální výší fakturované částky, která v původní smlouvě je začerněna, v 1. dodatku z 24. listopadu 1998 je stanovena na 80 000 Kč měsíčně. Smlouvu může kterákoliv ze stran vypovědět i bez udání důvodu s výpovědní lhůtou jeden měsíc. Dodatek z 24. 11. 1998 zakázal nájemci umisťovat na parkovišti reklamu bez souhlasu pronajimatele a upřesnil formu vykazování plateb. Dodatek z 2. 2. 1999 přidal nájemci povinnost vést evidenci o zaparkovaných vozidlech dle SPZ.
Obdobný smluvní vztah byl uzavřen se společností PARKING PRAHA a.s. pro provozování parkoviště P+R v objektu Centrum Chodov, kde smlouva vychází z deklarovaného předpokladu, že tato garáž je majetkem hlavního města Prahy. K povinnostem provozovatele mimo výše uvedeného patří také nárokovat u dodavatelů potřebné opravy na parkovišti a parkovacím systému, provádění revizí technologického vybavení parkoviště a plánovaných profylaktických prohlídek a současné informování TSK o vznesených nárocích a provedených revizích a opravách. Provozovatel má kontrolovat úklid parkoviště a provádět odvoz odpadů podle předaného harmonogramu a urgovat jeho dodržování podle pokynů TSK. Provozovatel má vykonávat poradenství pro uživatele parkoviště a provádět čtvrtletní rozbor jeho provozu. Provozovatel je povinen na vlastní náklady zajišťovat personál pro provoz parkoviště, spotřební materiál do závorových systémů, běžnou provozní údržbu technologie a pojištění obecné odpovědnosti za škodu na převzaté věci. TSK je povinna zajistit pro provozovatele objekt dispečinku včetně technologického vybavení a servis, oprava a doplňování spotřebních materiálů v zařízeních provozovaných DPP (automaty na jízdenky a placení parkovného), revize a opravy technologií, zabezpečení úklidu parkoviště, odvozu odpadu, osvětlení a dodávky energií a zajistit informaci a provoz informačních panelů pro uživatele. Cena za provozování parkoviště byla stanovena na 165 850 Kč měsíčně bez DPH s inflační doložkou. Smlouva zakazuje podnájem třetí osobě i reklamy bez souhlasu pronajimatele. Smlouva má 9 příloh, zahrnujících provozní řád, předávací protokol, plány revizí, prohlídek a úklidu, doklady k subdodavatelským vztahů a ekonomickou kalkulaci.
Pro provozování parkoviště Černý Most II byla 27. 1. 2003 uzavřena smlouva na dobu neurčitou se společností BESICO Real, s.r.o. Provozovatel měsíčně fakturuje náklady, přičemž stanovená maximální měsíční fakturovaná částka je ve zveřejněné verzi smlouvy začerněna, přestože společnost BESICO Real ve smlouvě odsouhlasila bez výhrad, že její obsah nepovažuje za obchodní tajemství. Se společnosti BESICO Real s.r.o. byla uzavřena též smlouva na parkoviště Zličín II, uzavřená 19. 3. 1999. a dále na P+R Zličín 1, Skalka 1, Holešovice a Radotín.
Parkoviště P+R Letňany, Ládví a (Depo) Hostivař provozuje společnost APRECO s.r.o. na základě smluvního vztahu s Dopravním podnikem hl. m. Prahy a.s.

## Další záměry
Podle zprávy z února 2014 mělo už vydáno rozhodnutí EIA nové parkoviště na Černém Mostě o kapacitě 860 míst na ploše 1,2 hektaru. Technická správa komunikací hl. m. Prahy vyjednávala o dočasném parkovišti Na Knížecí o kapacitě 450 míst na ploše 1,23 hektaru na pozemku nádraží, další  o kapacitě asi 1000 vozidel mělo vzniknout na Opatově a po dostavbě tunelu Blanka také v Troji. Na Zličíně se místní radnice nemohla domluvit na směně pozemku se soukromým majitelem. V souvislosti s dostavbou Blanky se objevily také plány na parkoviště P+R pod Letenskou plání nebo na Prašném mostě.
Podle městského programu rozvoje parkovišť P+R z roku 1997 bylo v platném územním plánu pro rok 2010 plánováno 12-14 tisíc parkovacích stání s cílovém záměrem až 19 tisíc parkovacích stání, ve skutečnosti se však do roku 2017 podařilo dosáhnout kapacity jen 3433 stání. Materiál IPR z roku 2016 označuje za cílový stav cca 17,7 tisíce stání.
Do budoucna se předpokládá nahrazení stávajících parkovišť vícepodlažními parkovacími objekty nebo parkovacími podlažími integrovanými do objektů s jinou funkcí. V roce 2017 rada města schválila záměr čtyřpatrového parkovacího domu o kapacitě 378 stání na Proseku.
Dalším krokem by mělo být rozšíření do metropolitního regionu k železničním stanicím a zastávkám na významných tratích a k významným radiálním autobusovým tahům do Prahy.
Podle zprávy ze září 2016 vytipoval materiál, který pro MHMP zpracoval Institut plánování a rozvoje hl. m. Prahy, 18 lokalit, kde by mohla vzniknout parkoviště P+R. V přehledu nebyly uvedeny ty lokality, které již byly v pokročilejší majetkoprávní přípravě nebo kde již probíhala konkrétní jednání. Mezi vytipovanými byla například parkoviště na Barrandově, u smíchovského nádraží, u krematoria v Motole, ve Slivenci, v Suchdole, v Troji, v docházkové vzdálenosti u stanic metra Rajská zahrada, Stodůlky, Střížkov, Roztyly, Depo Hostivař a u železniční zastávky v Běchovicích. Praha v souvislosti se zřizováním záchytných parkovišť dříve uvedla, že chce jednat s vlastníky pozemků, kteří v nejbližších deseti letech nepočítají na daných pozemcích s výstavbou. Radní Petr Dolínek uvedl, že Praha jedná se státem o převodu pozemku na Vypichu.
Podle zprávy z listopadu 2016 MHMP vytipoval pomocí zadané analýzy 62 vhodných lokalit. Náměstek primátorky Petr Dolínek uvedl, že město zahájilo jednání s majiteli pozemků. Jako příklad uvedl parkoviště pro 150 vozidel v Tobrucké ulici  nedaleko stanice metra Bořislavka, které je dlouhodobě nevyužívané a zavřené – jeho otevření sliboval na leden 2018. V Praze 6 je vytipovaných míst 10, z toho největší má být parkoviště pro 1000 aut na Dlouhé míli v Ruzyni, u ruzyňského nádraží pak byly navrženy další dvě plochy dohromady pro 350 aut, další vytipovaná místa byla na Vypichu, v Podbabě a ve Veleslavíně. V Praze 5 bylo navrženo parkoviště pro 500 aut u smíchovského nádraží v Dobříšské ulici, parkoviště u Krematoria Motol, na Homolce a zvětšení parkoviště na Barrandově. Na Opatově bylo navrženo parkoviště pro 1000 vozů, na Černém Mostě a u Depa Písnice po 800 vozech, na Zličíně dvojice parkovišť pro 500 a 720 vozidel.
- Praha 4: Braník (30 až 60 míst); Nádraží Krč (300 míst); Nové Dvory (150 míst)
  - Praha 11: Opatov (1 000 míst); Roztyly (neupřesněno)
  - Praha 12: Nádraží Modřany (30 až 60 míst)
  - Praha-Libuš: Depo Písnice (800 míst); Písnice (400 míst)
- Praha 5: Barrandov (nárůst na 250 míst); Krematorium Motol (100 míst); Homolka (neupřesněno), Dobříšská ulice (500 míst)
  - Praha 13: Nové Butovice (neupřesněno); Stodůlky (až 600 míst)
  - Praha-Zličín: Ringhofferova (500 míst); Řevnická (720 míst)
  - Praha 16: Lipence (až 60 míst); Radotín (nárůst na 100 míst); Velká Chuchle (až 60 míst); Zbraslav (dvě parkoviště, celkem 60 míst)
  - Praha-Řeporyje: nádraží (30 míst)
  - Praha-Slivenec:  (105 míst)
- Praha 6: Dlouhá míle (1 000 míst); Nádraží Ruzyně (dvě parkoviště, celkem 350 míst); Podbaba (čtyři parkoviště, každé o 60 až 150 místech); Tobrucká (150 míst); Veleslavín (100 míst); Vypich (100 míst)
  - Praha 17: Nádraží Zličín (60 míst)
  - Praha-Suchdol: (170 míst)
- Praha 7: Holešovice jih (neupřesněno); Jankovcova (76 míst)
  - Troja: (500 míst)
- Praha 9: 
  - Praha 14: Rajská zahrada (neupřesněno); Černý Most (880 míst)
  - Praha 18: Letňany (rozšíření kapacity stávajícího parkoviště) Letňany – Beladova (neupřesněno)
  - Praha 19: Satalice (až 40 míst)
  - Praha 20: Horní Počernice (až 100 míst)
  - Praha 21: Běchovice (300 míst)
  - Běchovice: (nárůst na 300 míst)
  - Čakovice: (47 míst)
- Praha 10: Depo Hostivař (až 100 míst); Skalka (rozšíření kapacity); Zahradní Město (neupřesněno)
  - Praha 15: Horní Měcholupy východ (30 míst); Hostivař sever (150 míst)
  - Uhříněves: (více než 200 míst)
  - Praha-Štěrboholy – Průmyslová (60 míst)

V březnu 2018 si hlavní město Praha na základě schváleného městského rozpočtu objednalo u TSK hl. m. Prahy přípravu a možnou realizaci nízkokapacitních P+R dle zadání MHMP s uvedením 5 parkovišť, jejichž uvedení do provozu je předpokládáno na rok 2018:
- záchytné parkoviště P+R Běchovice střed
- P+R Lipence
- P+R Braník II
- P+R Hostivař 3
- sdružené parkoviště Jankovcova

Kolem září 2017 demonstrovalo asi 150 lidí před domem s pečovatelskou službou Šalounova proti plánu stavby velkokapacitního parkoviště P+R, čtyřpodlažního komplexu s polootevřenými patry pro 521 aut, jehož stěna má být vzdálena 6 metrů od domu s pečovatelskou službou. Protest pořádalo Hnutí pro Prahu 11 pod vedením exstarosty Jiřího Štylera. Radní Dolínek projekt obhajoval s tím, že kvůli ohledům na obyvatele byla zrušena původně plánovaná parkovací místa na střeše objektu a nahrazena zelenou střechou. Dopravní expert iniciativy Auto*Mat Vratislav Filler uvedl, že není velkým fanouškem této stavby, ale vhodnější umístění a lepší parcela nejsou. Navrhoval by však spíše zahloubení objektu do země. Exstarosta Štyler oponuje, že přímo proti zvolené lokalitě vlastnilo město pozemky, které prodalo soukromému investorovi, a že v ideálním případě by takový typ stavby vůbec neměl vzniknout na Opatově, ale dále od města.
Podle zprávy z října 2019 chce TSK do konce roku 2019 zahájit výstavbu dvou parkovišť P+R: jedno nedaleko zastávky Praha-Běchovice střed, druhé u železniční zastávky Praha-Braník. Výstavba obou měla započít v říjnu 2019 a být dokončena začátkem prosince 2019. Obě mají být bezobslužná a bezplatná. V první polovině roku 2020 mají být postavena parkoviště v Hostivaři v Dolnoměcholupské ulici a v Lipencích.
V souvislosti s otevřením P+R u nádraží Praha-Braník v polovině prosince 2019 bylo ještě na rok 2019 avizováno otevření nového P+R v Běchovicích, kde mělo 17. prosince začít kolaudační řízení, a na rok 2020 bylo avizováno objektové parkoviště na Černém Mostě s kapacitou 880 míst a parkovací dům v ulici Petržílkova ve Stodůlkách. V polovině roku 2020 pak podle mluvčí TSK měla začít výstavba záchytných parkovišť v Praze-Hostivaři a Lipencích, v součtu s kapacitou 130 parkovacích stání.